# Горячев, Илья Витальевич
Илья́ Вита́льевич Горя́чев (род. 30 мая 1982, Москва) — российский публицист, писатель правоконсервативного и националистического толка, общественный деятель, телеведущий, редактор, журналист, историк по образованию, заключённый.   
В июле 2015 года признан судом виновным в создании и руководстве экстремистским радикально-националистическим сообществом «Боевая организация русских националистов» (БОРН), организации пяти убийств (в том числе резонансного убийства Маркелова), бандитизме и незаконном обороте оружия и приговорён к пожизненному лишению свободы. Илья Горячев не признал вину и отверг причастность к БОРН. По мнению адвокатов, ими была доказана невиновность обвиняемого, а на присяжных оказывалось давление. Верховный Суд РФ оставил приговор в силе.

## Биография
В 2004 году окончил исторический факультет Государственного академического университета гуманитарных наук (ГАУГН). Его научным руководителем была О. Ю. Васильева, ставшая впоследствии министром образования. Специализировался на балканских странах. Дипломная работа была посвящена теме «Положение православной церкви в НГХ в годы Второй мировой войны». Поступил в аспирантуру Института славяноведения РАН, ученик д.и.н. Е. Ю. Гуськовой[значимость факта?]. В 2001 году закончил курсы web-дизайна и web-программирования при МГТУ им. Баумана, после чего создал сайты для таких проектов, как старообрядческий портал staroobrad.ru, казачья газета «Станица» – stanitza.org и военно-исторический сайт vojnik.org, ориентированный на популяризацию Белого движения и философско-идеологического наследия первой волны Русской эмиграции, в том числе трудов Ивана Ильина.
В 2001 году, на Пасху, Горячев был награжден Патриархом Всея Руси Алексием II Патриаршей грамотой «За вклад в развитие Православия». Церемония награждения проходила в Троице-Сергиевой Лавре.
Член Союза журналистов Москвы с 2006 года. C 2001 года публиковался в СМИ{{ref+|Среди изданий: «Независимая газета», «Сегодня», «Аргументы недели», «Новые известия», «Русский обозреватель», «Религаре», «Русский курьер», «Модус Агенди», Art of war, «RE:Акция»«RE:Акция», «Слон» и другие. Публиковал материалы в блог на сайте «Эхо Москвы» и cont.ws (Континенталист). В качестве журналиста посещал Южную Осетию, Чечню, неоднократно посещал Косово. В 2011 году вместе со спецкором «Комсомольской правды» Д. Стешиным брал интервью у вице-премьера Косова Эдиты Тахири, министра иностранных дел Сербии Вука Еремича.
С 2007 по 2009 год — работал в отделе общественных связей православного телеканала «Спас», вёл на нём восемь месяцев авторскую программу «Сетевые войны». Публиковался также в зарубежных СМИ (Сербия, Босния, Украина), на сайте «Русского проекта Единой России».
С 2005 по 2007 год — организовал и руководил рекламным агентством «Образ», а также выступал в качестве эксперта рекламного рынка.
С 2010 по 2013 год — аккредитованный в Сербии корреспондент газеты «Русский курьер» и аналитического портала «Модус Агенди». Также с 2013 года аккредитован при правительстве Республики Сербской.
С 2003 по 2009 год — издавал журнал «Русский образ», зарегистрированный в Министерстве печати РФ.

## Общественно-политическая деятельность
В 2001 году участвовал в работе Народно-Трудового Союза. Через Vojnik.org распространял периодику «Посева», через председателя Ю. К. Амосова наладил контакты с представителями 1-й и 2-й волн русской эмиграции в Сербии, США, Канаде, Австралии, Франции. Участвовал в работе созданного на базе НТС комитета «Преемственность и возрождение России» А. Б. Зубова, преподавателя политологии в университете, где учился Горячев. Первую поездку в Сербию в сентябре 2002 года Илья Горячев совершил как представитель молодёжной секции КПВР.
С 2006 по 2007 года участвовал в деятельности Конгресса русских общин Д. О. Рогозина.
С 2008 по 2011 год был помощником депутата Государственной Думы РФ от партии «Единая Россия», атамана Всевеликого войска Донского Виктора Водолацкого.
Движение, по сообщению экспертного центра «Сова», было склонно отказываться от открытой расистской пропаганды, предпочитая ей социальную риторику. По словам Горячева, он готовил … доклады о молодёжных радикальных движениях.

6 сентября 2010 года в черногорском городе Цетинье Горячевым был подписан Договор о сотрудничестве между «Русским образом» и «Сербским народным движением НАШИ1389».
Потом «Русский образ» стал развиваться как интеллектуальный центр, старавшийся подтянуть к себе наиболее «образованных» наци. В том числе «Русский образ» выполнял функцию своеобразного профессионального союза фашистов, работающих в крупных СМИ и пиар-агентствах. Члены тусовки в том числе активно участвовали в предвыборных кампаниях, зарабатывая деньги, привнося националистические мотивы в пропаганду различных официальных партий, устанавливая связи, которые, можно предположить, и помогли «Русскому образу» стать легальной организацией.
В 2008—2009 годах, в рамках работы фонда «Лаборатория внешней политики», проводил общественно-политические мероприятия и их освещение в СМИ в Брюсселе, Киеве, Белграде, Баня-Луке, Берлине.
Выступает за т. н. «правый интернационал», который определяет как естественный союз России и европейских правых евроскептиков. Летом 2010 года для налаживания связей с европейскими единомышленниками Илья Горячев создал сайт «Правый мир», посвященный правому движению, евроскептицизму и его персоналиям в мире. В рамках этой деятельности установил контакты с лидером итальянской партии Forza Nuova Роберто Фиоре, членом «Шотландской национальной партии» Робом Гибсоном, лидером «Консервативных друзей России» Ричардом Роялом, лидером «Швейцарской народной партии» Оскаром Фрейзингером.
В сентябре 2010 года состоялся 1-й съезд «Русского образа», а в октябре - подписание Декларации о сотрудничестве с ДПНИ Александра Поткина, запрещенной в апреле 2011 года.
В феврале 2012 года организовал в стенах сербской Скупщины круглый стол евроскептиков, на котором, в частности, присутствовали лидер итальянской Forza Nuova Роберто Фиоре, зампредседателя Сербской радикальной партии Деян Мирович, общественный деятель Нови-Сада Миодраг Миликич.
В рамках политического клуба «Модус» участвовал в семинарах, дебатах и круглых столах. Илья Горячев читал лекции по истории Балкан в России и Белоруссии, в частности, в марте 2011 года выступал в Минске на международной конференции «Анализ причин событий в арабском мире. Теория контролируемой нестабильности в действии», организованной общественными объединениями Белоруссии, России и Сербии.

Илья Горячев стал одним из основателей «Право-Консервативного Альянса» (ПКА). Своей задачей ПКА провозгласил формирование «центра координации и взаимодействия всех национальных правых сил, несогласных на роль статистов в чужих спектаклях». По телемосту, транслируемому из Сербии, Горячев сказал: 
«Сегодня пришла пора определиться, кого следует считать правым консерватором, а кто, маскируясь национальными идеями, является по сути ультра-леваком, готовым выступить одной колонной с троцкистами-антиглобалистами и разрушить остатки того государства, что когда-то называлось Российской Империей».
Горячев занимался благотворительностью в рамках проекта «Русская демография». Данная структура продвигала консервативные семейные ценности, оказывала помощь детским приютам, больницам, а также жителям Луганской и Донецкой областей и беженцам из них. 
В 2005 году проводил в Москве концерт сербской этно-фолк группы Теодулија.
Поддерживает государство Израиль. В декабре 2021 года выступил в израильских СМИ с призывом к руководству Израиля решительнее решать проблему «Хамас» вплоть до полнейшего уничтожения этой террористической организации и ее питательной среды в Секторе Газа. Выступает резко против антисемитизма в правоконсервативной среде.
11 июня 2014 года, на фоне войны в Донбасе, Илья Горячев, находясь под стражей, принял участие в реализации мероприятия в поддержку сепаратистских республик Донбасса, выпустив воззвание с призывом посетить митинг, организованный его товарищами на Суворовской площади столицы, где, среди прочих, выступали Владимир Жириновский и Денис Пушилин.

## Создание и участие в журнале «Русский образ»
С 2003 по 2009 год Илья Горячев выпускал общественно-политический журнал «Русский образ». В состав редакционной коллегии также входил журналист «Комсомольской правды» Дмитрий Стешин, позже награждённый медалью ордена «За заслуги перед Отечеством» II степени за освещение событий в Крыму.
Материалы, впервые опубликованные в журнале «Русский образ», впоследствии перепечатывались в таких изданиях, как: «НГ-Религии», журнал «Факел», газета «Вечерняя Рязань», информационный портал sport.km.ru[8], сербская газета «Вечерние новости», русскоязычный черногорский журнал «Русская Адриатика» и «Агентство Национальных Новостей».
Привлекая новых сторонников, к 2007 году «Русский образ» из самиздата превратился в одну из наиболее успешных националистических организаций с филиалами в российских регионах. По оценкам антифашистов, журнал долгое время был единственным более-менее массовым изданием националистов.
Идею создания журнала Горячев привез из Сербии осенью 2002 года, где члены Центрального совета сербского движения «Образ», дьякон Бобан Милованович и Младен Обрадович дали разрешение на использование символики в России.
Первый номер журнала вышел как черно-белый альманах тиражом 400 экземпляров 1 марта 2003 года. Илья Горячев получил его на Рогожке, т.к. отпечатан в старообрядческой типографии в Пермском крае. Второй номер вышел тиражом 1000 экз., начиная с этого номера каждый выпуск стал тематическим. Темой второго номера была «Русская деревня», а третий номер тиражом 1000 экз. был посвящен демографии. Часть журнала вышла с музыкальным диском «Српска Збирка бр.1». Впоследствии все номера частично сопровождались музыкальными дисками. Четвертый номер был посвящён теме ислама. В тот же период Портал-Credo.Ru опубликовал статью, утверждающую, что за данным изданием стоит отставной генерал-полковник ГРУ Леонид Ивашов.

В повести «Волонтёр» из дебютного сборника Ильи Горячева «Тьма Кромешная», вышедшего в 2018 году, автор так описал причины, побудившие его с друзьями-журналистами взяться за издание журнала:
Олег уже тогда писал в «Македонку», потом пробовал с друзьями издавать журнал, который они назвали «Русский Пьемонт». Окружающие часто задавали вопрос — «Зачем вам это?». Как объяснить глухому от рождения, что такое музыка? Поколение восьмидесятых... Выросшие на руинах империи, они остро ощущали национальное унижение. Сначала это ощущение было неосознанно, копилось где-то в подсознании. Со временем же оно выкристаллизовалось в разговорах у костра и спорах в интернете. Этот журнал стал их попыткой рефлексии, их набатом, призывавшим собраться воедино тех, кто выжил под обломками рухнувшей империи, но продолжал ощущать фантомные боли её былого величия в идейной пустыне Веймарской России.

Оппозиционное издание «Новая Газета» так оценило идеологическое наполнение и влияние небольшого издания, которое в начале 2000-х годов начали самостоятельно выпускать молодые историки и журналисты.
Официальная идеология государства и пропаганды к 2014 году опасно сблизилась с идеями «Русского образа» Горячева. Империализм, реваншизм, концепция культурного и этнического превосходства, агрессивное насаждение религиозных ценностей — все это стало тем языком, на котором заговорили власти, обеспокоенные после 2011–2012 годов самосохранением, консервацией текущего положения дел. Первый канал сегодня намного больше похож на националистическую листовку, чем десять лет назад.
В качестве литературного персонажа Илья Горячев появляется в полудокументальной книге Ивана Миронова «Родина имени Путина» и художественном произведении тенденциозного свойства «Темный век» Александра Нежного.

## Участие в деле Тихонова — Хасис
В 2010 году Илья Горячев был допрошен в качестве свидетеля по делу Никиты Тихонова и Евгении Хасис, которые 28 апреля 2011 года были признаны виновными в убийстве адвоката Станислава Маркелова, застреленного 19 января 2009 года в Москве на улице Пречистенка. 6 мая 2011 года Тихонов был приговорён к пожизненному заключению, а Хасис была осуждена на 18 лет колонии.
По собственным словам, Илья Горячев познакомился с Никитой Тихоновым в Исторической библиотеке летом 2002 года, после чего вместе они работали под руководством А. Поткина на парламентских выборах 2003 года в штабе кандидата-одномандатника Бориса Фёдорова, в пресс-службе МПС, а также в нескольких изданиях как журналисты. Последним местом их совместной работы был отдел политики газеты «RE:Акция» в 2005-2006 годах. В марте 2003 года Горячев и Тихонов выпустили первый номер журнала «Русский образ». По словам Горячева, одноимённая организация «Русский образ» начала формироваться лишь в 2007 году, к тому времени Никита Тихонов отошёл от активной деятельности в редакции журнал «РО». С 2006 года Тихонов ушёл на нелегальное положение и осенью 2007 года уехал на Украину, нелегально перейдя границу в Белгородской области, в связи с тем, что он стал подозреваемым в соучастии в убийстве антифашиста Александра Рюхина.
3 ноября 2009 года Никита Тихонов был задержан в Москве по обвинению в убийстве Станислава Маркелова, вместе с его гражданской женой Евгенией Хасис, которой следствие отводило роль соучастницы преступления. Тихонов дал признательные показания в ходе допроса 4 ноября 2009 года, после чего в тот же день участвовал в проверке показаний на месте, впоследствии последовательно подтверждал эти показания в ходе допросов 19 ноября 2009, 25 ноября 2009 (собственноручно рукописный) и 2 декабря 2009 года. По словам его адвоката, он отказался при этом признать принадлежность к какой-либо националистической группировке, а совершённое преступление назвал своим «выбором». 29 декабря 2013 года Никита Тихонов публично в зале суда, но не юридически отказался от признательных показаний, заявив, что они были даны под давлением.
5 ноября 2009 года в квартире Ильи Горячева был проведён обыск, а сам он был доставлен в Главное управление МВД России по городу Москве, откуда вышел после короткой беседы. 20 апреля 2010 года он был задержан в центре Москвы в присутствии свидетелей. Его допрос вели ночью и без адвоката, что противоречит Уголовно-процессуальному кодексу РФ. По словам Ильи Горячева, под давлением он был вынужден дать показания против Никиты Тихонова и Евгении Хасис, сказав, что последние лично ему признавались в совершенном преступлении. При этом до сентября 2009 года Горячев даже не знал, что Тихонов и Хасис живут вместе и подобных разговоров с последней никогда не вел. 

В декабре 2010 года Илья Горячев уехал из России в Сербию, откуда весной 2011 года отправил в суд нотариально заверенный отказ от своих показаний, а также дал разъяснения корреспонденту журнала The New Times Евгению Левковичу. Однако в ходе суда был зачитан другой документ — так называемый отказ от отказа, в котором Горячев заявляет, что якобы первый отказ он написал по принуждению друзей Тихонова. Говоря о происхождении отказа от отказа, Илья Горячев рассказал, что он был написан 30 ноября 2010  года на границе РФ и Белоруссии. 
Уже после показаний, которые я дал, меня попросили подписать бумагу о том, что на суд я не приеду, ибо опасаюсь расправы, что Никита Тихонов угрожал мне по телефону, и все свои слова я подтверждаю удаленно. Это они делали, понимая, что я могу отказаться от оговора Тихонова. 
Там же под диктовку Горячев написал заявление на госзащиту, которая была предоставлена ему с января 2011 года. Все это было условием для беспрепятственного выезда Горячева заграницу.

## Уголовное преследование
8 мая 2013 года Илья Горячев был задержан отделом международного сотрудничества полиции в аэропорту Белграда. 13 мая 2013 года Следственный комитет России заявил, что Горячев был задержан по запросу российской стороны в рамках расследования дела экстремистского сообщества «Боевая организация русских националистов» (БОРН), также его подозревали в незаконном обороте оружия и идейном вдохновлении убийств (но не их прямом исполнении). По мнению адвокатов Горячева — Фейгина и Полозова, все обвинения против их подзащитного построены исключительно на показаниях пожизненно заключённого Никиты Тихонова и его сообщницы и гражданской жены Евгении Хасис. Защитники также заявили, что обладают информацией о том, что показания Тихонова были получены под давлением во время его пребывания в колонии «Полярная сова» в поселке Харп.
В ходе очной ставки между Никитой Тихоновым и Ильёй Горячевым, проведенной 19 декабря 2013 года, представителями следствия была отведена значительная часть вопросов адвокатов Николая Полозова и Марка Фейгина, конкретизирующих показания Тихонова. Журналистка издания «Слон» Вера Кичанова, в распоряжение которой попал протокол очной ставки, так описывает следственное мероприятие:
«Конкретные вопросы — как Тихонов и Горячев договаривались о встречах, сколько раз и где они виделись, помогал ли Горячев боевикам добывать оружие, в каком виде передавал списки потенциальных жертв, каким электронным адресом пользовался, с какого компьютера рассылали заявления БОРН — следователь моментально снимал. Вопросы, кто из членов БОРН знал о дружбе Горячева с Тихоновым или был свидетелем их встреч, тоже были признаны не относящимися к предмету. Следствие не интересует, были ли у Горячева изъяты какие-либо материалы, связанные с БОРН, удалял ли он переписку с сообщниками, каким образом Горячев заставлял выполнять свои приказы и было ли предусмотрено наказание за неисполнение».
Ряд экспертов и представителей СМИ называет дело Горячева политически мотивированным. В частности, существует версия о том, что от Ильи Горячева требуются показания против представителей бывшего состава Администрации Президента, в том числе Владислава Суркова. Как пишет Вера Кичанова: «О связях „Русского образа“ с администрацией президента стало достоверно известно во время процесса Тихонова — Хасис…. Владислава Суркова, уволенного в прошлом году из Белого дома, не раз обвиняли в финансировании и курировании оппозиции — но пока ещё не вооруженного подполья».
5 июня 2013 года Верховный суд Белграда дал согласие на экстрадицию Ильи Горячева в Россию. 27 сентября это решение со второго раза было утверждено Апелляционным судом. 8 ноября 2013 года Илья Горячев был экстрадирован в Россию и помещён в СИЗО № 2 «Лефортово». Адвокаты утверждали, что их подзащитный находится под стражей незаконно, так как в течение полутора месяцев не было проведено судебного заседания по избранию ему меры пресечения. В связи с этим защита подала жалобу по статье 125 УПК РФ о бездействии следствия, судебное заседание по которой назначалось дважды — 23 декабря 2013 года и 13 января 2014 года. Однако оба раза ни прокурор, ни следователь в суд не явились. В августе 2022 года Тверской районный суд отказал в удовлетворении иска о компенсации морального вреда.
19 января 2014 года Горячева перевели из СИЗО «Лефортово» в Бутырский следственный изолятор, и в ночь с 21 на 22 января он был отправлен в камеру, где, по словам адвоката Фейгина, под давлением принуждался к даче показаний и вскрыл себе вены. По словам адвоката Марка Фейгина, дело его подзащитного разваливается из-за отсутствия доказательств вины, поэтому следствие предпринимает попытки запугать Горячева. После инцидента в Бутырском СИЗО была назначена служебная проверка.
22 декабря 2014 года по ходатайству стороны защиты Илья Горячев выступил в качестве свидетеля на заседании Московского областного суда по делу Баклагина, Исаева, Волкова и Тихомирова, которых следствие считает членами БОРН. В ходе допроса Горячев заявил, что, кроме Никиты Тихонова, ни с кем из подсудимых он до начала судебного процесса не был знаком, также он сообщил, что узнал о существовании БОРН лишь в ходе ночного допроса с 20 на 21 апреля 2010 г. Илья Горячев заявил, что никогда не передавал деньги, указания или другие сведения, необходимые для ведения преступной деятельности, Никите Тихонову, который заключил досудебное соглашение со следствием в обмен на снисхождение, в сентябре 2014 года был признан виновным в организации экстремистского сообщества БОРН и приговорен ещё к 18 годам лишения свободы.
В июле 2015 года суд присяжных единогласно признал его виновным в организации пяти убийств, а также в создании «БОРН» и незаконном обороте оружия. При этом следует учитывать, что в основу обвинения были положены показания лиц, уже отбывающих тюремные сроки и имевших мотив для оговора Горячева.
В качестве доказательств использовались материалы по делам убитых, показания их родственников, свидетелей Кудрявцева, Хасис и Тихонова. Также приводились протоколы осмотров содержимого компьютера Горячева, протоколы осмотров сайтов и публикаций, данные обыска дома у Горячева, его переписка в Скайпе с Тихоновым, фотографии антифашистов и данные на них на компьютере у Горячева. Прокурор, ссылаясь на переписку, отмечала, что Горячев рассказывал своей девушке о том, что в его окружении «нет людей, которые бы никого не убили» и что он может познакомить её «с настоящим подпольем». Между тем данную переписку обвинение представило только в ходе самого судебного процесса, в материалах дела в период ознакомления с ними Горячева этой переписки не было, что не позволило проверить её достоверность. Также защита протестовала против манеры подачи информации прокурором — зачитывались отдельные фразы, вырванные из контекста. Фотографию с шашлыком из туши барана, подаренного Германом Стерлиговым, обвинение назвало ритуальным жертвоприношением, а сам Стерлигов во время процесса был вынужден уехать в Нагорный Карабах.
По словам адвоката Полозова, сама гособвинитель признала, что в деле нет прямых доказательств, а есть только совокупность косвенных. В прениях прокурор пояснила: «Уважаемые присяжные! Очень редко, когда в процессе всплывают прямые доказательства, обычно это косвенные доказательства. Представьте себе, вы сидите ночью у окна и нет снега. Вы легли спать и увидели, что снег лежит. Вы не видели, как он шёл, но вы встали и можете сделать вывод, что он шёл. Так и здесь». Примечательно, что аналогичную метафору прокурор Семененко использовала и в процессе по делу об убийстве Анны Политковской.

По мнению адвокатов, в деле не было свидетельств о том, что Горячев отдавал приказания или являлся организатором БОРН, а родственники погибших и пострадавших также не могли свидетельствовать о причастности Горячева. Со стороны защиты выступал свидетель Леонид Симунин, которые сообщил, что ему неизвестно о причастности Горячева к БОРН, однако признал, что Горячев предлагал ему приобрести оружие. Со стороны защиты также выступали Сергей Лапшин, бывший лидер ДПНИ Александр Поткин, политический аналитик Алексей Михайлов, политолог-писатель Станислав Бышок, лидер сербского «Образа» Младен Обрадович, Евгений Валяев. Свидетелями защиты выступили доктор исторических наук Елена Гуськова и политолог Николай Юханов. Также защита вызвала признанного судом виновного в причастности к БОРН Михаила Волкова, а также Юрия Тихомирова, оправданного по делу БОРН, которые показали, что никогда не были знакомы с Горячевым. При этом Волков и Тихомиров заявили, что подвергались давлению, так как от них требовали оговорить Горячева. Ключевые свидетели обвинения Евгения Хасис и Никита Тихонов утверждают, что Илья Горячев был организатором и отдавал приказы на убийства. Среди представителей общественности бытует мнение, что вина Горячева не была доказана. Историк Ярослав Леонтьев пишет: 
«На основании своих наблюдений я пришел к выводу о том, что четко доказать существование БОРН как структуры обвинению в суде не удалось… Что касается Горячева, на мой взгляд, обвинение не смогло убедительно доказать, что именно он был главным организатором БОРН, что он отдавал приказы… Лично Горячев не принимал участия в осуществлении и, похоже, даже в разработке операций БОРН».
«Особенно досадно, что не вызвали в суд спецкора „Комсомольской правды“ Дмитрия Стешина… Эти четверо — Стешин, Касич, Горшков, Барановский — свидетели первого плана, их отсутствие в суде выглядело странно. Симпатии судьи явно были на стороне обвинения».
Судья также отказался вызвать в суд свидетелями Владислава Суркова, его бывших советников Павла Карпова и Никиту Иванова, Максима Мищенко, Алексея Митрюшина, а также бывшую девушку Горячева, которая фигурировала в переписке, представленной обвинением как Елена Сергеевна. Судья по делу Горячева, Павел Мелехин, был внесен в список Савченко в связи с обвинением в предвзятости по делу украинской летчицы. Адвокат Илья Новиков на процессе Савченко обвинил того же Павла Карпова в похищении Савченко с территории Украины.
«Подвирало и гособвинение. Они вызвали довольно сомнительного свидетеля — Кудрявцева по кличке Медик, который когда-то принадлежал к скинхедской группировке „ОБ-88“. Он выглядел как явно подставной».
Защита Ильи Горячева ждёт решения ГУВД по статье «Лжесвидетельство» в отношении Михаила Кудрявцева, чьи слова противоречили документам, представленным защитой.
Сам Горячев отрицал свою вину и данные ранее им показания против Тихонова и Хасис, обнаруженные на его компьютере сведения об антифашистах объяснял «мониторингом антифашистов», проводившимся им по заданию Алексея Митрюшина. Сторона защиты утверждает, что суд не был беспристрастным, указывая на факт одновременного выхода из дела троих присяжных и пропажи одного. Кроме того, по мнению защиты, суд отклонил документ, содержащий подтверждение лжесвидетельства. СМИ также отметили тот факт, что на сайте Следственного комитета РФ новость о решении присяжных появилась до того, как был зачитан вердикт.
24 июля 2015 года Илья Горячев был приговорен к пожизненному заключению за организацию ряда убийств, создание экстремистской банды и незаконное хранение оружия. Кроме того, суд постановил взыскать с него 5 миллионов рублей в пользу матери убитого членами БОРН антифашиста Ильи Джапаридзе. Историк Леонтьев так описал позиционирование Горячева на суде: «Старался демонстрировать себя перед присяжными себя как интеллектуала — кем он, безусловно, и является. Я, кстати, не без интереса, а иногда и не без удовольствия (стилистического, а не эстетического, конечно), читал его тексты по балканистике, его анализ каких-то политических событий, а теперь уже и его мемуарную прозу». Приговор суда Илья Горячев слушал в футболке с надписью «Крым наш».

## В заключении
В 2014-2015 гг в период нахождения в московских СИЗО писал публицистические статьи на тему войны в Донбассе. 
10 марта 2016 года Илью Горячева этапировали в колонию для пожизненно-заключенных «Полярная сова» в посёлке Харп. В этой же колонии ранее отбывал пожизненное наказание Никита Тихонов, на чьих показаниях в основном базировалось обвинение Ильи Горячева.
За период нахождения под следствием и после приговора Илья Горячев сменил пять мест содержания под стражей. С 8 мая по 8 ноября 2013 года — Центральная тюрьма Белграда, с 8 ноября 2013 года по 18 ноября 2013 года — СИЗО 77/2 «Лефортово», с 18 ноября 2013 по 11 июня 2014 года — СИЗО 99/2 «Бутырка», с 11 июня 2014 года по 24 июля 2015 года — СИЗО 99/7 «Капотня», с 24 июля 2015 года по 10 марта 2016 года — СИЗО 99/2 «Бутырка», с 10 марта 2016 года — ИК-18 «Полярная сова».
В 2016 году дал интервью Bird in Flight где свой тюремный опыт описывал так: «В книге „Несвятые святые“ отца Тихона (Шевкунова) иеромонах Псково-Печёрской обители, опираясь на свой 10-летний опыт в сталинском ГУЛАГе, советовал: „Не верь, не бойся, не проси“. Универсальная формула, на мой взгляд. Здесь человек в тылу врага, друзей здесь нет, всё хорошее осталось за забором. Из этого надо исходить».
В заключении поддерживает переписку с находящимся в нидерландской тюрьме Схевенинген по решению МТБЮ сербским генералом и военным преступником Ратко Младичем, в 1992-1995 гг бывшим главнокомандующим Войска Республики Сербской.
Отбывая пожизненный срок, написал сборник художественных произведений «Тьма Кромешная», вышедший в 2018 году, который вызвал противоречивую реакцию. Стихотворения Горячева публикуются в литературно-общественном журнале «Голос Эпохи». В ноябре 2022 года газета «Завтра» опубликовала пьесу Горячева «Волонтёр Z». В 2023 году был опубликован новый роман «День Благодарения» в жанре футурологической утопии/социального постапокалипсиса, где действие происходит в середине XXI века в погружающихся в хаос разложения Соединенных Штатах. Книга предваряется предисловием израильского писателя и философа Авигдора Эскина.

## Научная деятельность
По приглашению Александра Вучича, в то время функционера Сербской радикальной партии, Илья Горячев выступал на конференции «Стоп Гаагской тирании», организованной в январе 2007 года в Белграде Сербской радикальной партией, с докладом «Хорватская Православная Церковь в годы Второй Мировой войны». Принимал участие в конференциях «Геноцид в Сребренице: миф или реальность?» в октябре 2008 г. в Баня-Луке и конференции, организованной ИСл РАН в мае 2009 года в Президиуме РАН с докладом «Военные приказы Р. Младича и Р. Караджича».

В 2008 году он стал членом некоммерческой организации «Сребреница — исторический проект». 
«Была создана некоммерческая организация «Сребреница — исторический проект». Со всего мира были привлечены эксперты и журналисты, имеющие, мягко говоря, более широкий взгляд на новейшую историю Европы.
По словам российского участника проекта, историка-балканиста Ильи Горячева, в конце гражданской войны Западу было просто необходимо иметь какое-то веское обвинение для сербов. Чтобы дипломатам было удобнее выкручивать им руки. Единственное, что способно еще хоть как-то потрясти человечество, - это геноцид.
— Мои слова легко проверить в любой европейской библиотеке, — говорит мне Илья Горячев.

— Первый медиавброс об «этнических чистках» сделал французский МИД еще в 1993 году, информация попала в прессу, но не была раскручена. Второй вброс был осенью того же года — Алия Изетбегович в узком кругу рассказал о том, что Билл Клинтон посоветовал ему «пожертвовать Сребреницей», чтобы у НАТО появился повод вмешаться в конфликт. Полный медиавброс был сделан в конце войны, спустя два года. Тогда впервые и прозвучала эта цифра — 8 тысяч погибших. Мир был потрясен и не заметил лукавства. В число погибших, например, попали люди - 914 человек, проживающие за границей и почему-то голосовавшие на выборах в 1996 году. Также в жертвы геноцида попали солдаты противоборствующей стороны и даже сербы, убитые в окрестностях Сребреницы боснийской армией. Мирных жителей сербской национальности там было убито свыше трех тысяч. Но это почему-то не посчитали геноцидом».
Является автором и редактором сборников «Право-Консервативного Альянса». Писал кандидатскую диссертацию на тему «Участие российских добровольцев в вооруженных конфликтах на постюгославском пространстве в 1991—1999 гг» под руководством д.и.н. Елены Гуськовой. Неоднократно публиковался в научных сборниках, посвященных Балканам. В тюрьме написал работу, посвященную началу Первой мировой войны.
Автор статьи научного сборника «ХПЦ в годы Второй мировой войны // Власть и церковь в СССР и странах Восточной Европы, 1939-1958 гг.: Дискуссионные аспекты. М. 2003». Статья была использована при написании книги «Русский фактор. Вторая мировая война в Югославии. 1941–1945» Тимофеева Алексея Юрьевича.

## Мнения и оценки
Историк и публицист Дмитрий Соколов:
Находясь в Бутырской тюрьме, в ситуации, когда, казалось, события, происходящие на территории соседнего государства, должны беспокоить в самую последнюю очередь, И.Горячев обратился к неравнодушным российским гражданам с призывом прийти на этот митинг.
«На долгих 23 года Россия забыла Южную Русь и ее народ, - гласило воззвание. - Сегодня наша страна вышла из коматозного состояния и, как говорил государь Александр II Освободитель – «сосредотачивается». Перед броском. Русь без исконных южных земель неполноценна и не способна к возрождению, об этом много писал и Збигнев Бжезинский. Новороссия обречена появиться на карте мира. Мы признаем униатскую нерусскую Украину и украинскую политическую нацию лишь тогда, когда они признают Русскую Православную Новороссию.

Я верю в победу ополченцев Донбасса и пришедших им на помощь славянских добровольцев. В 1992 году также в огне родилась самая западная православная страна – Республика Сербская – наш форпост на Балканах. Многие из тех, кто сегодня защищает и руководит обороной молодых республик Донбасса, тогда сражались в рядах армии под командованием Ратко Младича. Получилось тогда, получится и сейчас!».
Важно отметить, что и в период, предшествующий аресту, высказывания Ильи Горячева по украинскому вопросу носили вполне определенный характер. 

Член Координационного совета российской оппозиции Даниил Константинов о деле Горячева:
Уже очевидно, что показания Тихонова и Хасис, полученные в лагерях, должны были использоваться против определенных функционеров Администрации президента и приближенных к ним лиц. То есть должны были стать орудием внутриэлитных разборок, что во многом нивелирует их как доказательства. 
Израильский журналист Авигдор Эскин: 
Он никогда не скрывался от следственных органов. Он жил как свободный человек. Я Илью знаю как журналиста еще с тех времен, когда он работал в информагентствах, знаю его как патриотически мыслящего интеллектуала, как человека, безусловно, законопослушного, столкнувшегося с негативной обочиной российского патриотического движения, отказавшись абсолютно от этого пути. Более того, человека, который внес свою лепту в том, чтобы разоблачить тех людей, которые перешли грань дозволенного.